# Villa Erskine

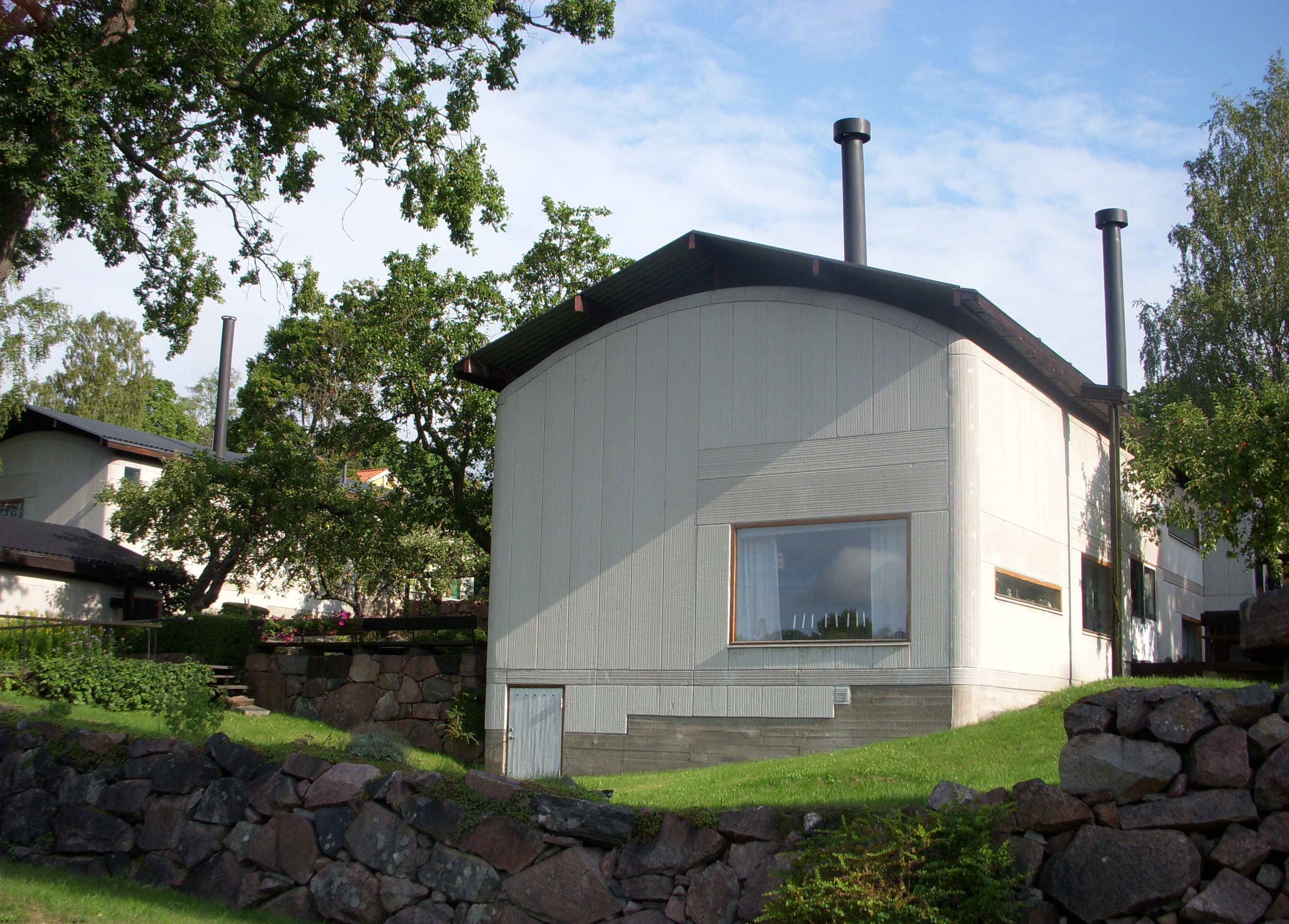
Villa Erskine i augusti 2008.

Villa Erskine var  arkitekt Ralph Erskines och hans hustru Ruths hem och arbetsplats. Villan ligger på Gustav III:s väg på  Drottningholmsmalmen, ett område inte långt från Drottningholms slott på Lovön i Ekerö kommun. Efter många turer med byggnadsnämnden och sju års ritande stod villan färdig 1963. Sedan 2006 är villan byggnadsminne enligt 3 kap. kulturmiljölagen.

## Bakgrund

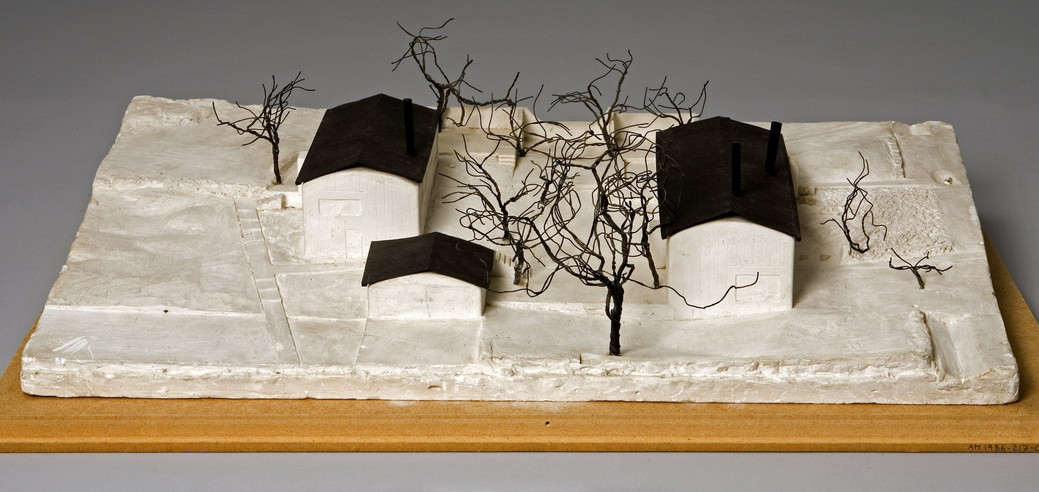
Erskines modell.

Efter att på 1940-talet ha bott med familjen i den så kallade Lådan vid Djupedal i Länna och några år i ett hyrt 1700-talshus i Drottningholm byggde Ralph Erskine sin egen villa med ateljé åren 1962–1963. I det nya hemmet ville han pröva hur det var att bo i en extremt öppen planlösning. Huset är en av flera moderna additioner till den gamla bebyggelsen på Drottningholmsmalmen som genomfördes under 50- och 60-talet. Grannvillan, Villa Friis, uppfördes av Peter Celsing 1952-55 och i den direkta närheten finns också Celsings senare Villa Klockberga och Nils Teschs Villa Axelsberg.

## Exteriör

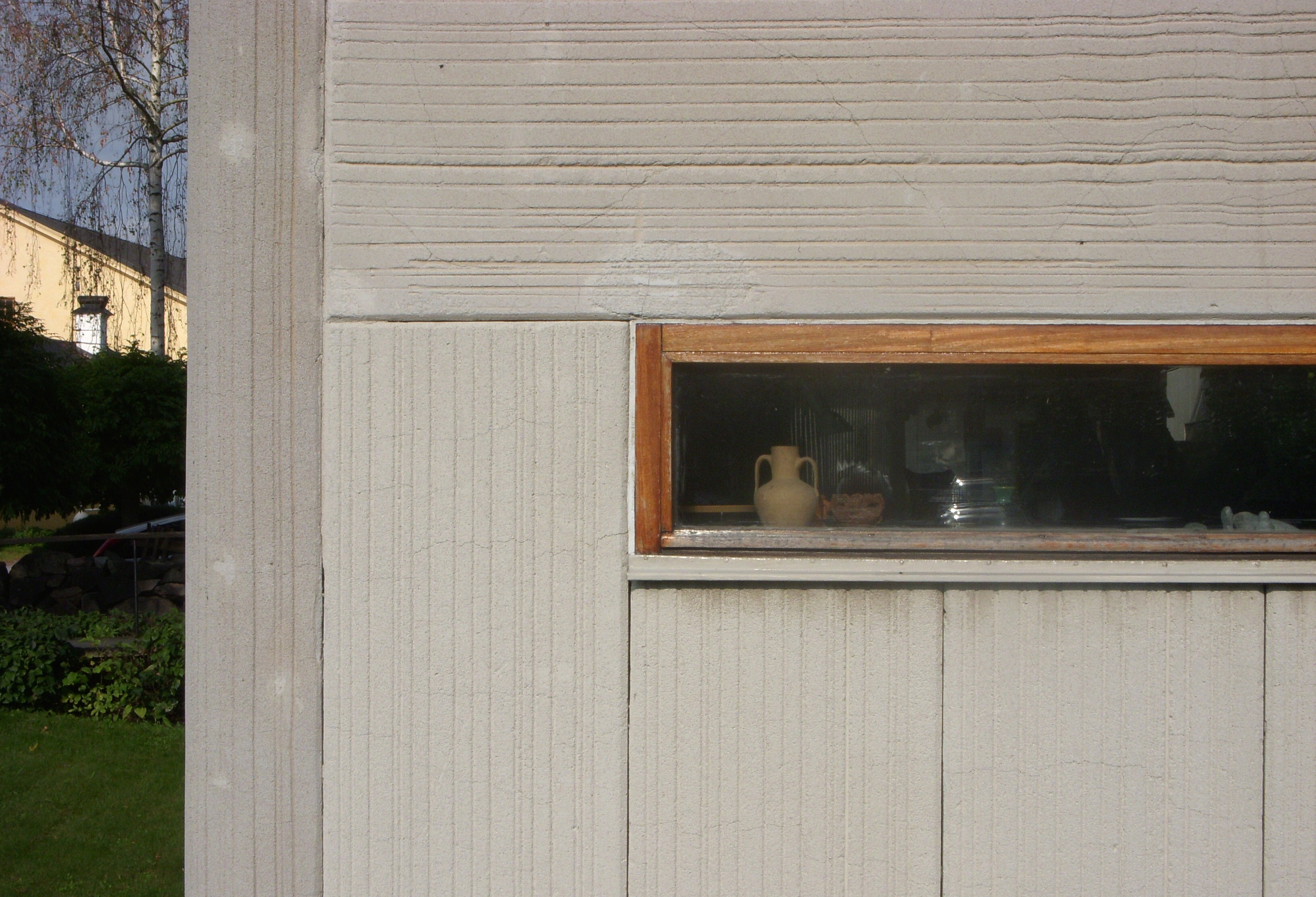
Fasaddetalj.

Villan består av tre huskroppar som grupperar sig kring en atriumliknande innergård med fruktträd och spegeldamm. Mot öst ligger bostadshuset, mot norr en vind- och regnskyddad altan, mot väst kontorsdelen och mot sydväst garagebyggnaden. Byggnaderna är formgivna i en strikt brutalistisk arkitekturstil med drag av Le Corbusier beträffande den asymmetriska fönsterplaceringen. Fasaderna består av krattade stående och liggande lättbetongelement som övergår med mjukt rundade hörn i ett välvt tak, även det av lättbetongelement. Över taket liksom svävar ytterligare ett tak, ett regnskydd utformat som ett sadeltak, täckt med svart korrugerad plåt. En vågad konstruktion som inte alltid var problemfri. Byggnaden skiljer sig totalt från all annan bebyggelse i området som härstammar huvudsakligen från 1700-talet; det var därför extremt svårt, att övertyga byggnadsnämnden att bevilja bygglov.

## Interiör
Planlösningen av bostadsdelen är luftig och öppen. Från entrén överblickar man stora delar av husets interiör. De olika rumsfunktionerna har anordnats som kuber, rum-i-rum, i den över fyra meter höga volymen. Via halvtrappor når man de olika delarna. Vardagsrummet med sina stora fönster mot sydväst domineras av en stor, rund öppen spis som placerats mitt i rummet. Smala fönsterslitsar ger ljuseffekter. Den lilla skrivplatsen ligger, likt en kommandobrygga, upphöjd intill entrén med utsikt över hela huset. På samma nivå finns köket, en halv trappa upp ligger tre sovrum för barnen och ett bad och härifrån når man ytterligare en liten arbetsplats och en lekplats för barnen som är placerad på kökets tak. Föräldrarnas sovrum ligger avskild en trappa ner under barnens sovrum. Allt är genomarbetat och genomtänkt. Om att bo i en öppen planlösning menade Ralph Erskine: av detta har jag endast haft positiva erfarenheter.

## Bilder

Exteriör
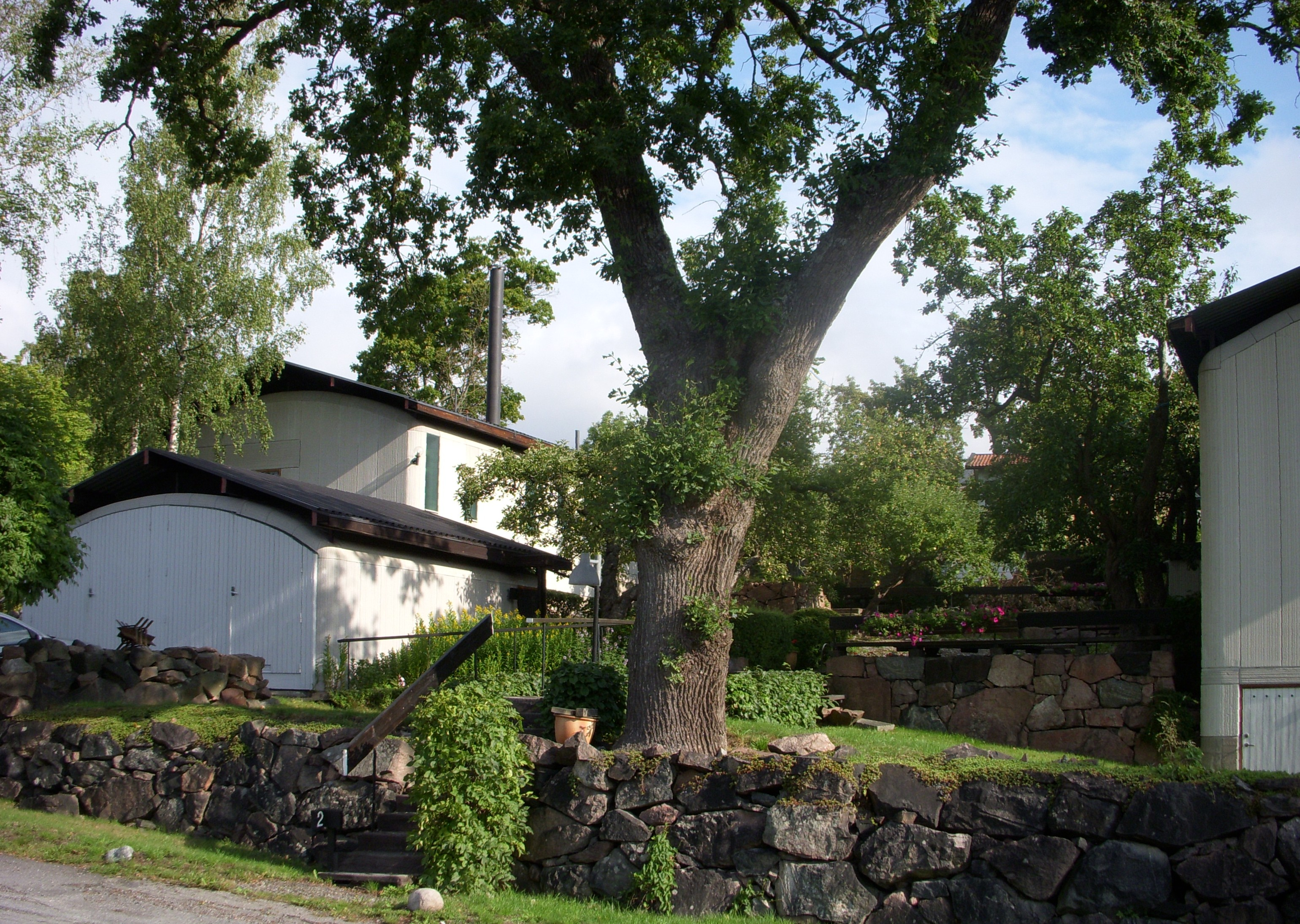
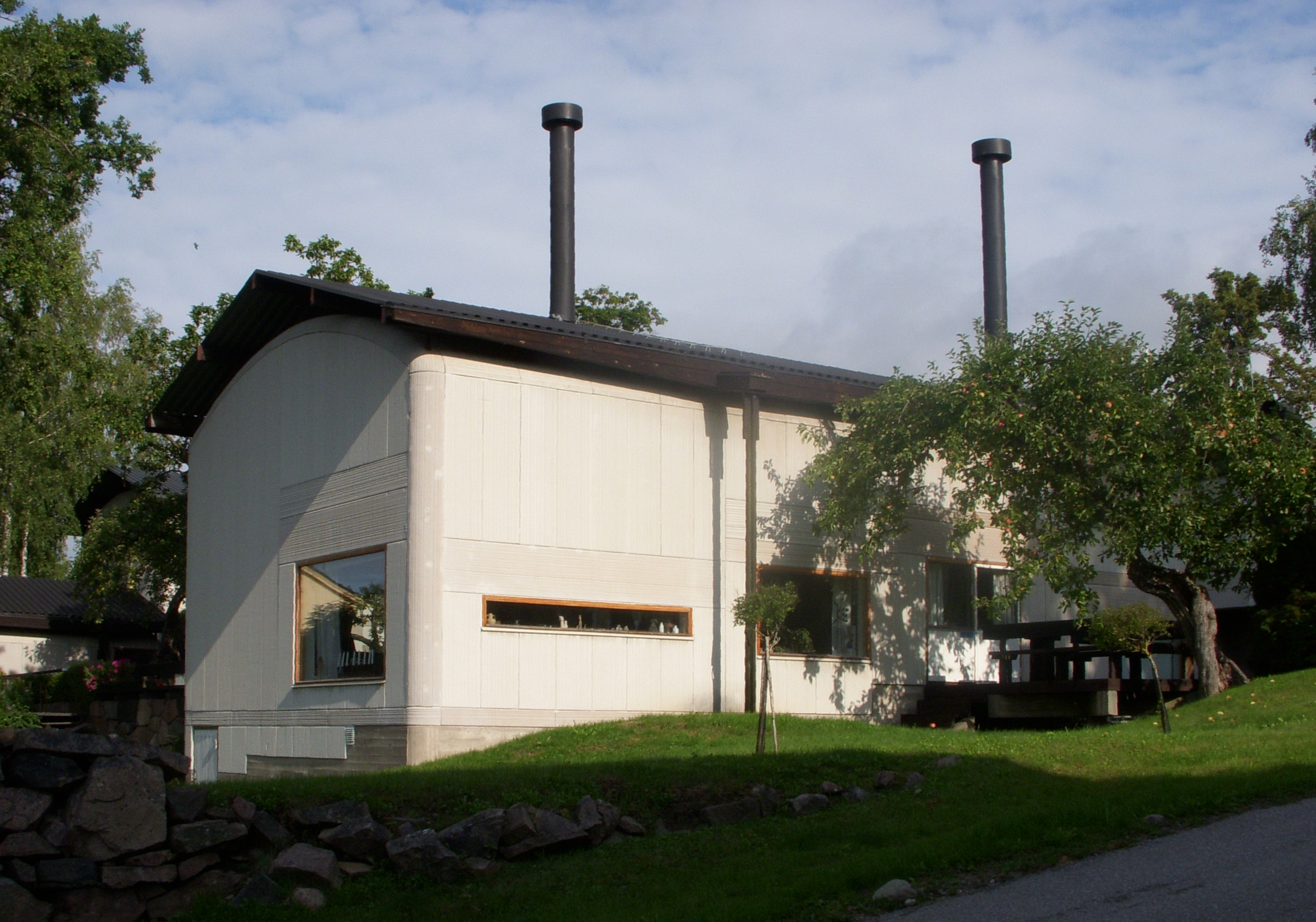
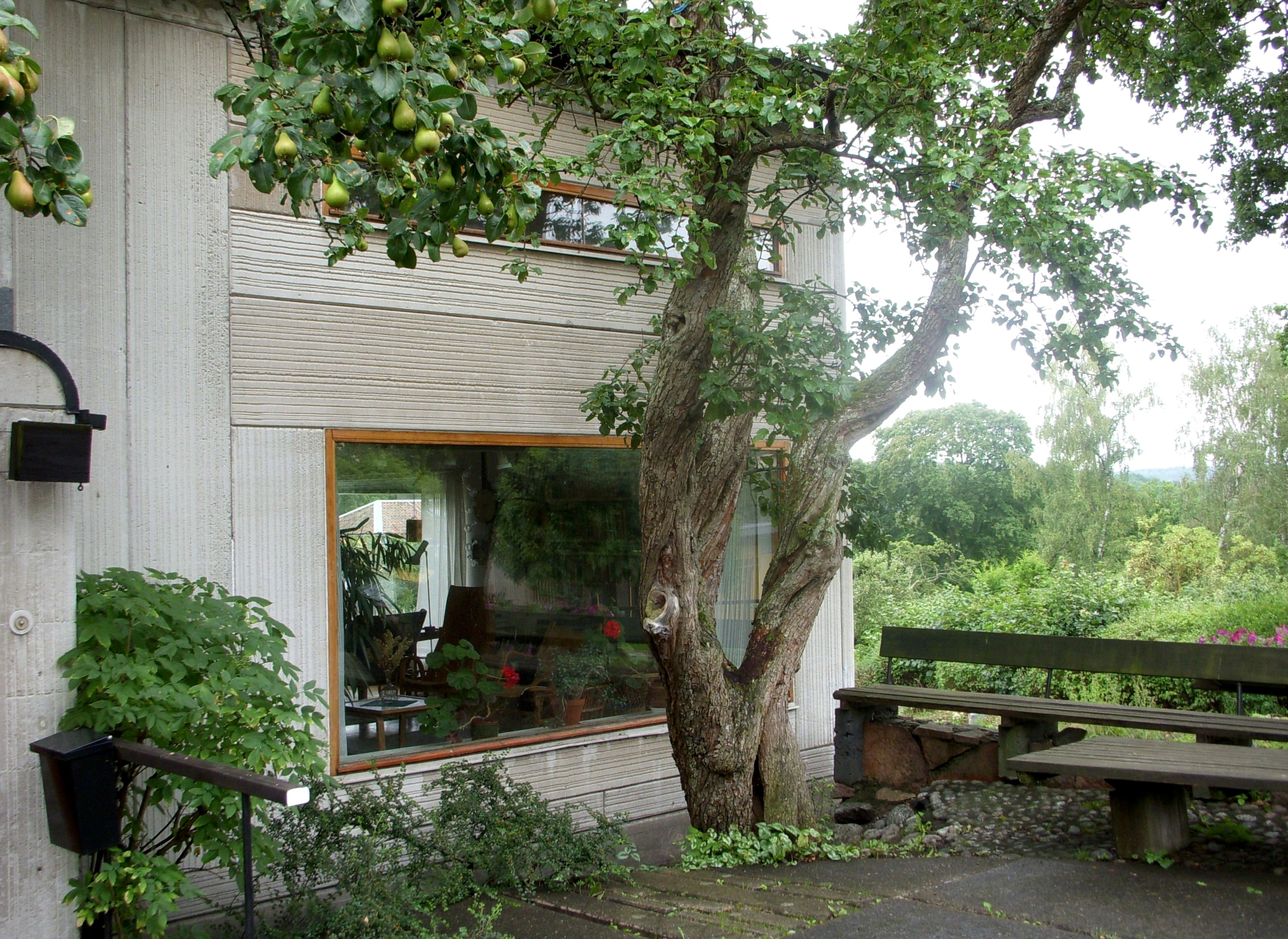
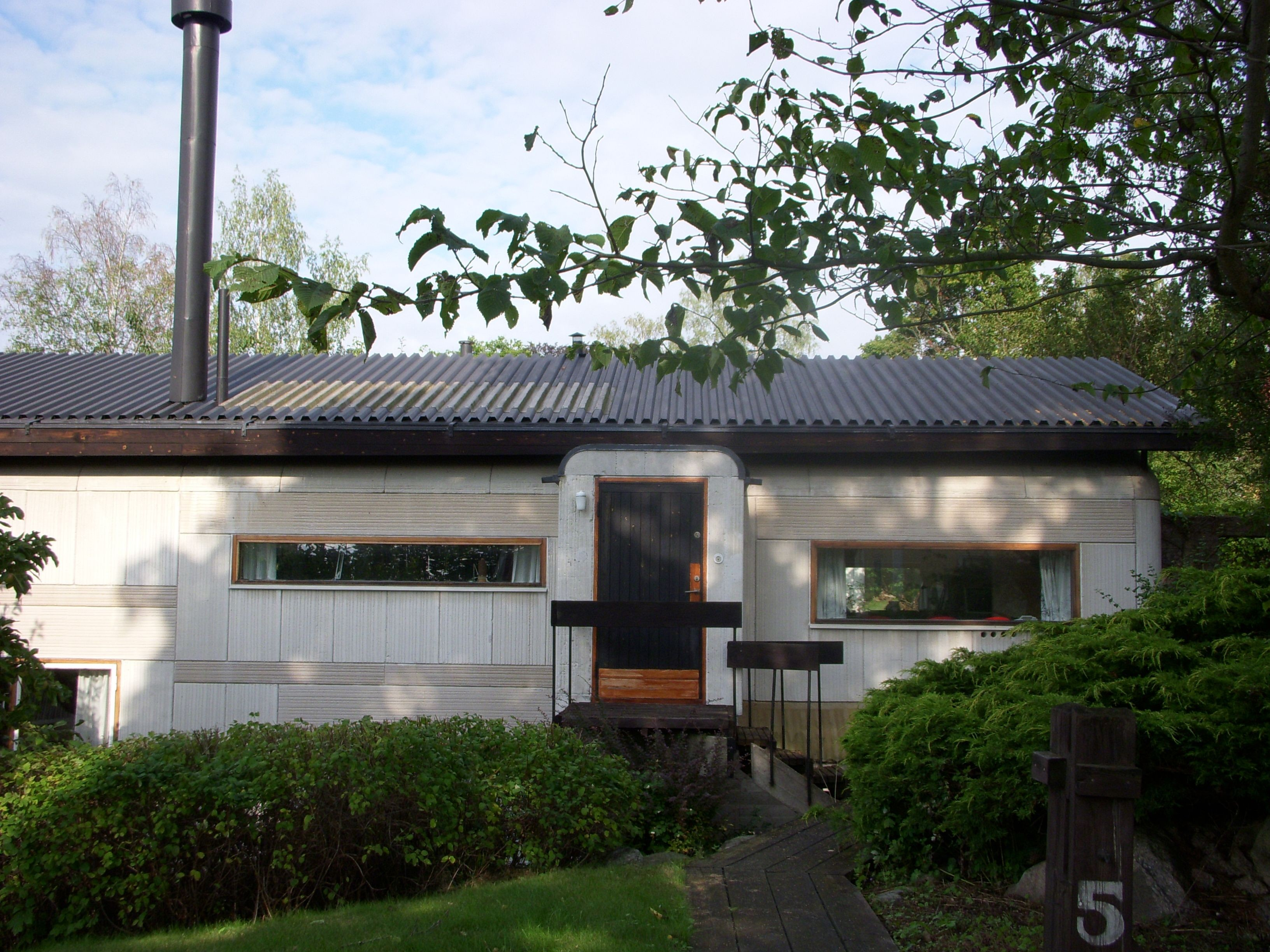

Interiör
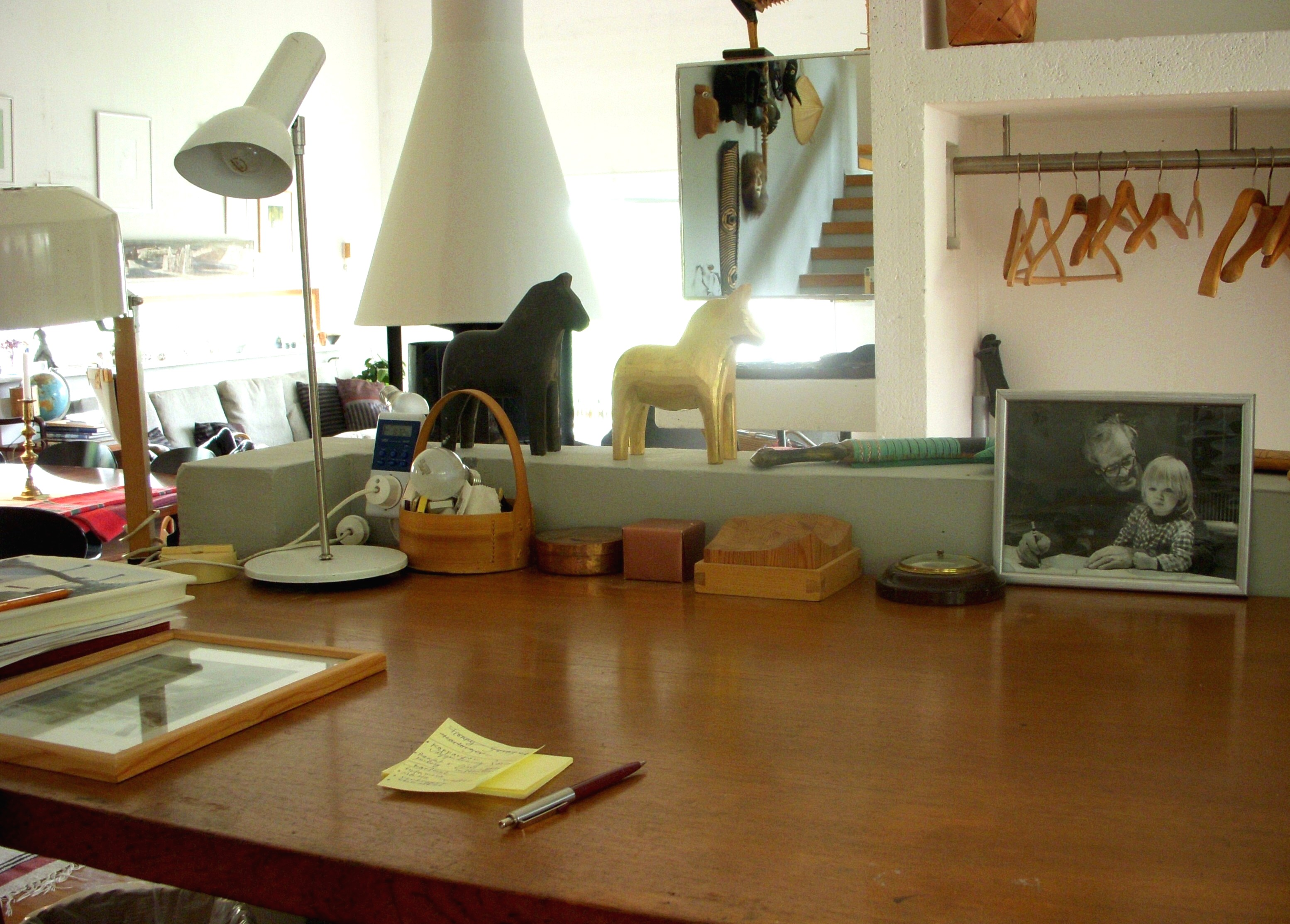
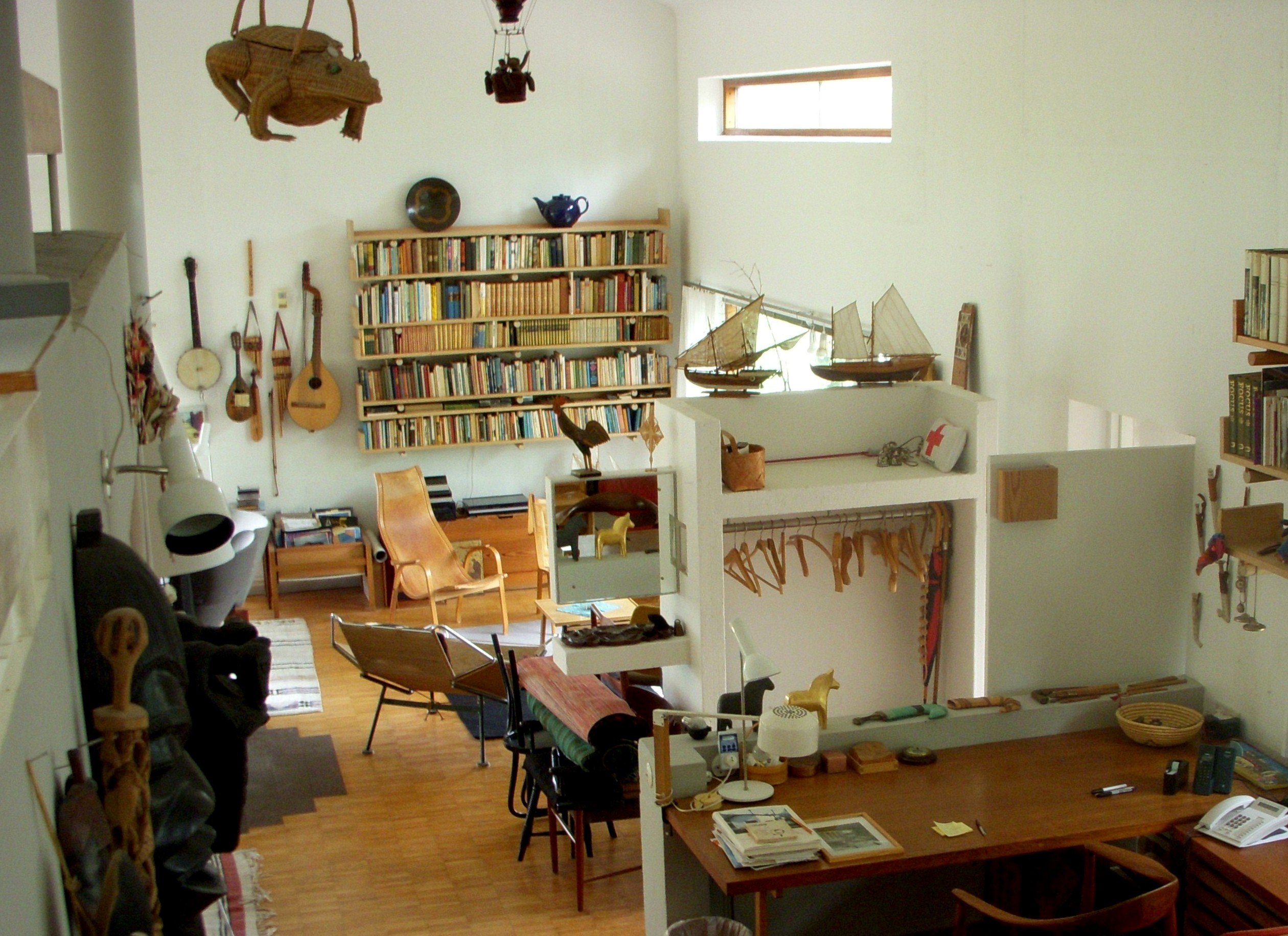
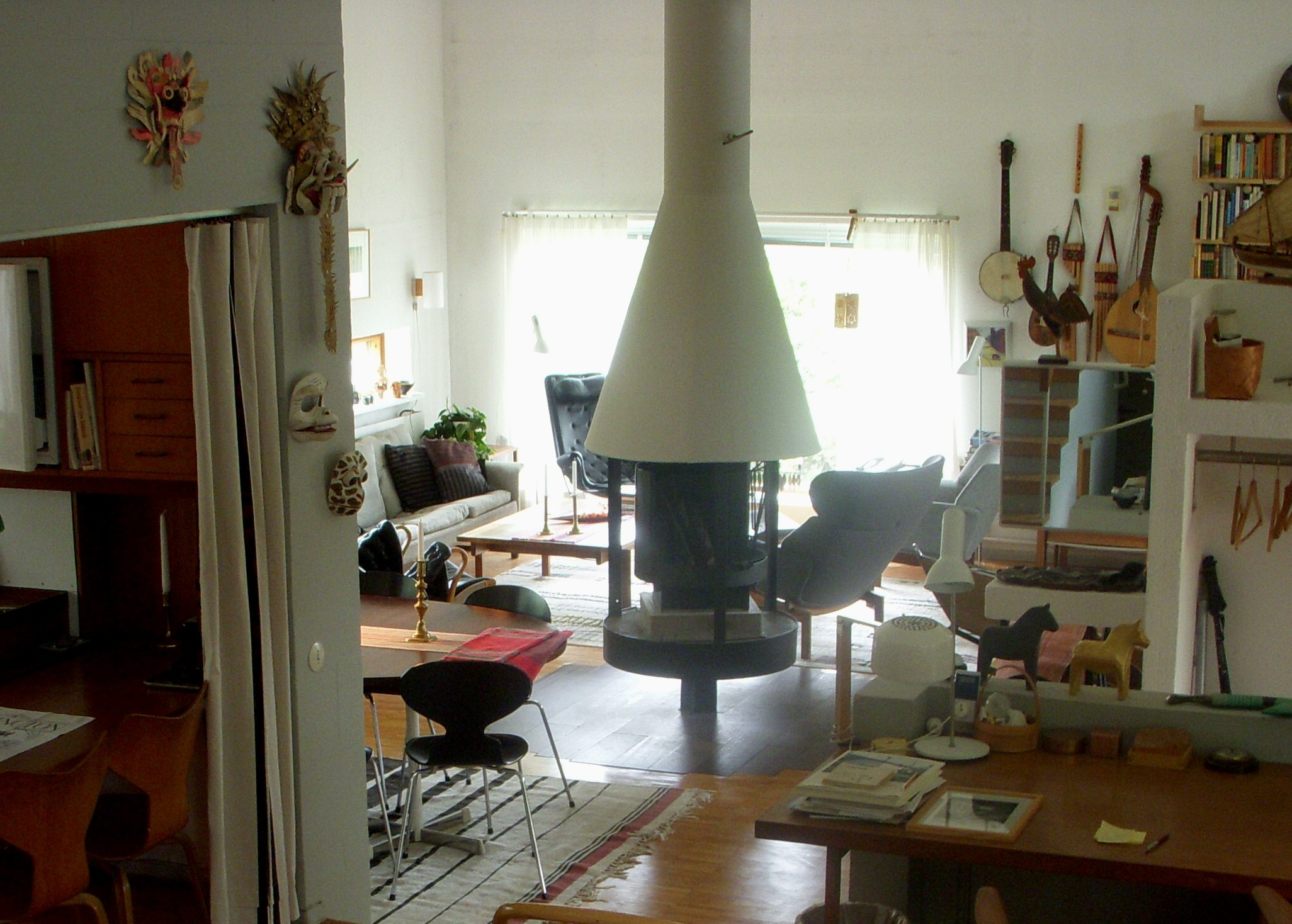
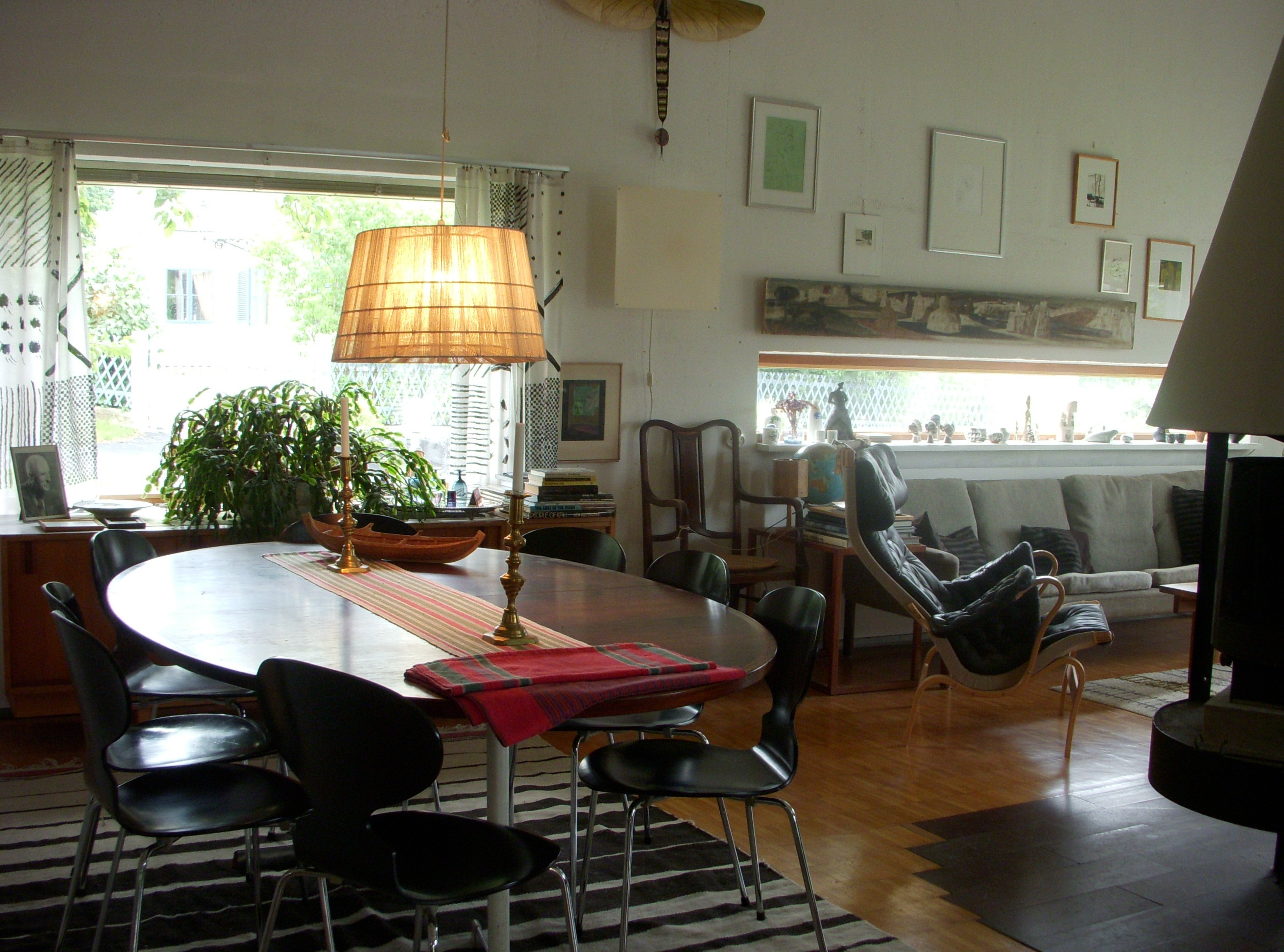

## Villan idag
På hösten 2011 låg den byggnadsminnesmärkta 1960-talsvillan ute till försäljning med ett utropspris på 10,5 miljoner. Hotet om den planerade försäljningen ledde till oro bland arkitekturintresserade. En arbetsgrupp bildades och bland annat engagerade sig Ekerö kommun genom sin stadsarkitekt. I april 2012 ändrade sig familjen och bestämde att huset inte kommer att säljas som det först var tänkt. Enligt familjen blir det inget museum, men det skall ändå kunna bli tillgängligt för en intresserad allmänhet. Sedan sommaren 2012 har ett av Ralph Erskines barnbarn med familj köpt huset och bor där permanent.